# 中村暁
中村 暁（なかむら さとる、1954年 - ）は、宝塚歌劇団に所属する演出家。大阪府大阪市出身。

## 略歴
1977年、同志社大学文学部美学芸術学を卒業後に宝塚歌劇団に入団。
1985年に月組バウホール公演『スウィート・リトル・ロックンロール』で演出家デビュー。
1990年に雪組『黄昏色のハーフムーン』で初の大劇場公演を担当。

## 宝塚歌劇団での舞台作品

### 作・演出

#### 大劇場（芝居）
- ミュージカル・ドラマ『黄昏色のハーフムーン』（1990年 雪組 主演：杜けあき）＊大劇場デビュー作
- ミュージカル・プレイ『心の旅路』（1992年 花組 主演：安寿ミラ）[3]
- ミュージカル『真夜中のゴースト』（1997年 雪組 主演：轟悠）
- ミュージカル・ロマン『黄金のファラオ』（2000年 星組 主演：稔幸）[4]
- ミュージカル・ロマン『大海賊』（2001年 月組 主演：紫吹淳）[5]
- ミュージカル『麗しのサブリナ』（2010年 花組 主演：真飛聖）
- 古代ロマン『邪馬台国の風』（2017年 花組 主演：明日海りお）[6]

#### 大劇場（ショー）
- ショー『サジタリウス』（1994年 - 1995年 雪組 主演：一路真輝）
- ショー『ハイペリオン』（1996年 花組 主演：真矢みき）
- ショー・ファンタジー『ミロワール』（2008年 雪組 主演：水夏希）[7]
- ショー・スペクタクル『Dance Romanesque（ダンス ロマネスク）』（2011年 月組 主演：霧矢大夢）[8]
- ショー・ファンタジー『GOLD SPARK!-この一瞬を永遠に-』（2012年 雪組 主演：音月桂）
- ショー・ファンタジー『CRYSTAL TAKARAZUKA -イメージの結晶-』（2014年 月組 主演：龍真咲）[9]
- スーパー・レビュー『VIVA! FESTA!』（2017年 宙組 主演：朝夏まなと）[10]
- スーパー・レビュー『ESTRELLAS～星たち～』（2019年 星組 主演：紅ゆずる）[11]
- スーパー・ファンタジー『Dream Chaser』（2021年 月組 主演：珠城りょう）[12]

#### その他の劇場の公演
- バウ・ミュージカル・プレイ『スウィート・リトル・ロックンロール』（1985年 月組 宝塚バウホール）＊演出家デビュー作
- バウ・コメディ『グッバイ・ペパーミントナイト!』（1986年・1987年 花組 宝塚バウホール・草月ホール 主演：真矢みき、安寿ミラ）
- バウ・ミュージカル『ミッドナイト・シティ ロマンス』（1988年 星組 宝塚バウホール 主演：麻路さき）
- バウ・ミュージカル『イルミネーション・ブラック』（1989年・1991年 雪組 宝塚バウホール・日本青年館 主演：海峡ひろき、高嶺ふぶき）
- バウ・ミュージカル・ファンタジー『たとえば それは 瞳の中の嵐のように』（1991年 月組 宝塚バウホール 主演：天海祐希）
- バウ・ミュージカル・ファンタジー『けれど夢の中で めざめたときに』（1992年 花組 宝塚バウホール 主演：愛華みれ）
- バウ・ミュージカル・ファンタジー『夢の10セント銀貨』（1993年・1994年 月組 宝塚バウホール・日本青年館、愛知厚生年金会館 主演：天海祐希）
- バウ・ミュージカル・ファンタジー『ある日 夢のとばりの中で』（1994年 星組 宝塚バウホール 主演：麻路さき）
- バウ・ミュージカル・ファンタジー『ある日どこかで』（1995年 月組 宝塚バウホール・日本青年館 主演：天海祐希）
- バウ・ミュージカル・ファンタジー『ドリアン・グレイの肖像』（1996年・1997年 星組 宝塚バウホール・日本青年館 主演：紫吹淳）
- バウ・ミュージカル・コメディ『君に恋して ラビリンス!』（1997年 花組 宝塚バウホール 主演：初風緑）
- バウ・ミュージカル・コメディ『ワン・モア・タイム!』（1997年 月組 宝塚バウホール 主演：成瀬こうき、大和悠河）
- バウ・ロマンス『夢・シェイクスピア』（1999年 星組 宝塚バウホール、日本青年館 主演：絵麻緒ゆう）
- バウ・ロマンス『マノン』（2001年 花組 宝塚バウホール、日本青年館 主演：瀬奈じゅん）
- 『永遠の祈り』（2003年 星組 ドラマシティ 主演：湖月わたる）
- ミュージカル・ロマン『あの日みた夢に』（2004年 雪組 日本青年館、ドラマシティ 主演：朝海ひかる）
- バウ・ロマン『さすらいの果てに』（2005年 雪組 宝塚バウホール 主演：壮一帆・音月桂）
- バウ・ロマン『アルカサル ～王城～』（2014年 星組 宝塚バウホール 主演：十碧れいや、麻央侑希）
- ミュージカル・ロマン『大海賊』（2015年 星組 全国ツアー 主演：北翔海莉）
- ミュージカル・ロマン『マノン』（2021年 星組 宝塚バウホール、KAAT神奈川芸術劇場 主演：愛月ひかる）
- バウ・ミュージカル・プレイ『Sweet Little Rock 'n' Roll』（2022年 雪組 宝塚バウホール 主演：縣千）
- ミュージカル・ロマン『大海賊』（2024年 宙組 全国ツアー 主演：芹香斗亜）[13]

### コンサート
- 『バウ・ボヤージュ!』（1998年 宙組 宝塚バウホール 主演：姿月あさと）
- 轟悠スペシャルコンサート『Stylish!』（2002年 青山劇場）
- 貴城けいコンサート『I have a dream』（2006年 9月宙組 ドラマシティ、サンシャイン劇場）

### 演出のみ

#### 大劇場作品
- ミュージカル・ロマン『霧のミラノ』（2005年 雪組 主演：朝海ひかる）
- ミュージカル・ロマン『バレンシアの熱い花』（2007年 宙組 主演：大和悠河）[14]

#### その他の劇場の公演
- バウ・ミュージカル『ディーン』（1998年 星組 宝塚バウホール、日本青年館 主演：絵麻緒ゆう）＊岡田敬二と共同演出
- ミュージカル・ロマン『赤と黒』（2008年 星組 ドラマシティ、日本青年館、愛知厚生年金会館 主演：安蘭けい）
- ミュージカル・ロマン『哀しみのコルドバ』（2009年 花組 全国ツアー 主演：真飛聖）
- 王朝千一夜『大江山花伝』（2009年 宙組 博多座 主演：大空祐飛）
- 江戸風土記『小さな花がひらいた』（2011年 花組 全国ツアー 主演：蘭寿とむ）
- ミュージカル・ロマン『うたかたの恋』（2013年 宙組 全国ツアー 主演：凰稀かなめ）
- ミュージカル・ロマン『星影の人』（2015年 雪組 博多座 主演：早霧せいな）
- ミュージカル・ロマン『哀しみのコルドバ』（2015年 雪組 全国ツアー 主演：早霧せいな）
- ミュージカル・ロマン『バレンシアの熱い花』（2016年 宙組 全国ツアー 主演：朝夏まなと）
- ミュージカル『仮面のロマネスク』（2016年・2017年 花組 全国ツアー 主演：明日海りお）
- ミュージカル・ロマン『うたかたの恋』（2018年 星組 中日劇場 主演：紅ゆずる）
- ミュージカル・ロマン『赤と黒』（2020年 月組 御園座 主演：珠城りょう）
- ミュージカル・ロマン『炎のボレロ』（2020年 雪組 梅田芸術劇場メインホール 主演：彩風咲奈）
- ミュージカル・ロマン『バレンシアの熱い花』（2023年 星組 全国ツアー 主演：凪七瑠海）[15]

### ディナーショー
- 楓沙樹ディナーショー『CRESCENDO』（1999年 六甲山ホテル、第一ホテル東京）
- 絵麻緒ゆうディナーショー『Collage』（1999年 宝塚ホテル、パレスホテル）
- 樹里咲穂ディナーショー『Naked Gambler 〜素顔のギャンブラー』（2000年 ホテルグランドパレス、宝塚ホテル）
- 絵麻緒ゆうディナーショー『Gambler -賭が始まる-』（2000年 ホテル阪急インターナショナル、第一ホテル東京、ウェスティンナゴヤキャッスル）
- 瀬奈じゅんディナーショー『VIRTUAL GUY!』（2001年 ホテルグランドパレス、宝塚ホテル）
- 夢輝のあディナーショー『feel』（2002年 宝塚ホテル、ホテルグランドパレス）
- 貴城けいディナーショー『off』（2002年 宝塚ホテル、第一ホテル東京）
- 『宝塚巴里祭2003』（2003年 花組 ホテル阪急インターナショナル、第一ホテル東京 出演：彩吹真央、蘭寿とむ 他）
- 安蘭けいディナーショー『SENSE』（2004年 宝塚ホテル、第一ホテル東京、大津プリンスホテル）
- 朝海ひかるディナーショー『Mannish』（2004年 パレスホテル、ホテル阪急インターナショナル）
- 彩吹真央ディナーショー『Day Dream』（2005年 宝塚ホテル、第一ホテル東京）
- 涼紫央ディナーショー『l’Avenir』（2006年 宝塚ホテル、第一ホテル東京）
- 壮一帆ディナーショー『SO! -Fantastic Radio Station-』（2007年 宝塚ホテル、第一ホテル東京）
- 愛音羽麗ディナーショー『Prism』（2008年 宝塚ホテル、第一ホテル東京）
- 明日海りおディナーショー『ASUMIC ADVANCE』（2013年 宝塚ホテル、第一ホテル東京）

### イベントの構成・演出
- ’95TCAスペシャル『マニフィーク・タカラヅカ』（1995年 宝塚大劇場）＊共同演出
- ’96TCAスペシャル『メロディーズ・アンド・メモリーズ』（1996年 宝塚大劇場）＊共同演出
- ’97TCAスペシャル『ザ・祭典～四組 夢の競宴～』（1997年 宝塚大劇場）＊共同演出
- ’99TCAスペシャル『ハロー！ワンダフル・タイム』（1999年 宝塚大劇場）＊共同演出
- TCAスペシャル2006『ワンダフル・ドリーマーズ』～人は夢見る～（2006年 宝塚大劇場）＊共同演出
- 『タカラヅカスペシャル2008 ～La Festa！～』（2008年 梅田芸術劇場メインホール）＊共同演出
- 『タカラヅカスペシャル2009 ～WAY TO GLORY～』（2009年 梅田芸術劇場メインホール）＊共同演出
- 『タカラヅカスペシャル2010 ～FOREVER TAKARAZUKA～』（2010年 梅田芸術劇場メインホール）＊共同演出
- 『タカラヅカスペシャル2011 ～明日に架ける夢～』（2011年 梅田芸術劇場メインホール）＊共同演出
- 宝塚歌劇100周年 夢の祭典『時を奏でるスミレの花たち』（2014年 宝塚大劇場）＊共同演出
- 宝塚歌劇100周年フィナーレイベント『タカラヅカスペシャル2014 －Thank you for 100 years－』（2014年 宝塚大劇場）＊共同演出

### 新人公演の演出（2000年以降）
- 2000年 星組『黄金のファラオ』[16]
- 2010年 花組『麗しのサブリナ』

## 宝塚歌劇団以外での舞台作品
- TAKARAZUKA WAY TO 100th ANNIVERSARY vol.5『DREAM LADIES』（2013年）
- 堺少女歌劇団 『想い出の一瞬!』(2015年)
- 堺少女歌劇団『真夜中のオーディション』(2016年)
- 堺少女歌劇団『Waiting for you』(2017年)
- 堺少女歌劇団『きよとかよ』(2018年)[17]